# Bancorex
Bancorex a fost o bancă românească înființată în 1968 sub denumirea de „Banca Română de Comerț Exterior” (BRCE) și lichidată în 1999.
A fost radiată de la Serviciul Comerțului la data de 1 octombrie 1999.
Până să fie trecută pe linie moartă, Bancorex a avut șase președinți: Vasile Voloseniuc, Dan Pascariu, Răzvan Temeșan (1992-1997), Florin Ionescu (1997-1998), Vlad Soare și Nicolae Dănilă.

## Istoric
A fost înființată în anul 1968.
Conform unor informații, niciodată recunoscute oficial, printre primii săi acționari s-au numărat și anumiți capi ai mafiei italiene din anturajul lui Licio Gelli, aflați în legatură cu gruparea Propaganda Due.
Timp de peste două decenii, prin intermediul BRCE s-au derulat cele mai multe operațiuni comerciale speciale efectuate de regimul comunist.
După 1989 s-a aflat că majoritatea tranzacțiilor s-au derulat prin intermediul unor întreprinderi de comerț exterior în cadrul cărora erau angajați ofițeri de securitate ai Direcției de Informații Externe (DIE). Valuta provenită din OV (operațiunile valutare), dar și din comisioanele aferente acelor tranzacții era depusă în conturi secrete deschise pe numele unor ofițeri DIE.
După 1990, Bancorex și-a păstrat statutul de bancă specializată în tranzacții financiare externe, fiind considerată un fel de „regină” a băncilor din România.
Sloganul ei publicitar era „O bancă pentru mileniul trei”, iar, la un moment dat, toate marile afaceri din România postdecembristă s-au derulat prin conturile Bancorex.
La data de 27 iunie 1999, Agenția de Valorificare a Activelor Bancare (AVAB) a preluat dosarele cu credite neperformante de la Bancorex, în număr de 1.022, partea „bună” a băncii (20%) fiind preluată de BCR.

## Controverse
După 1990, mii de muncitori care au lucrat în străinătate înainte de 1989 au încercat să-și retragă banii din conturile Bancorex dar au constatat că nu mai exista niciun cent în conturi. Mai mult, nici actele contabile din Bancorex nu mai arătau exact ce sume aveau oamenii în conturi.

## Devalizarea Bancorex
Pierderile Bancorex datorate creditelor nerambursate sau ilegale, s-au ridicat la suma de 2,4 miliarde de dolari, 7% din Produsul intern brut al României de la acea vreme.
Pentru acoperirea prejudiciului a fost creată o „taxă de solidaritate”, colectată din prețul combustibilului pentru autovehicule, în sumă de 10 euro pe tonă de carburant.
Politicienii, prin interpuși ce nu erau antreprenori sau oameni de afaceri în adevăratul sens al cuvântului, birocratii de rang înalt, liderii de sindicate, folosindu-se de puterea sau influența ce o aveau la acel moment au folosit banca ca pe o „vacă de muls”, se luau credite de milioane cu garanții foarte mici iar în cazul neplății împrumutului banca neavând ce executa, un exemplu fiind S.AN.C.A- Bancorex unde un credit de 70 milioane dolari a fost garantat cu 136 bovine, utilaje și grajduri dezafectate ce nu puteau fi folosite. O altă metodă folosită de „mai marii zilei”, mulți membri PDSR/PSD, a fost luarea de împrumuturi cu dobândă sub rata inflației, spre exemplu când dobânzile practicate de bănci erau de 80% se luau împrumuturi cu sub 18%, între 1996-1999 prețurile crescând cu procente cuprinse între 40%-150%.
În perioada 1994 - 1996, Guvernul Văcăroiu a contractat diverse bunuri și servicii fictive, în valoare de cel puțin 30 milioane de dolari, banii au fost plătiți de Bancorex. Adrian Costea, persoană cu cetățenie franceză și română a servit ca partener de afaceri cu România în aceste acțiuni.
În timpul încheierii contractelor cu România el era recunoscut ca fiind consilier extraordinar al președintelui Ion Iliescu.
Afacerea „Agroholding” - Adrian Costea a încasat de la Bancorex o sumă de 6 milioane de dolari americani pentru care urma să livreze motorină firmei Agroholding, livrare care nu a mai avut loc, Adrian Costea fiind considerat dispărut. Afacerea „Albumul” - în martie 1995, la nici un an de la „dispariția” lui Costea cu 6 milioane de dolari din afacerea "Agroholding", Viorel Hrebenciuc, ca secretar general al Guvernului Văcăroiu a încheiat cu Adrian Costea un contract de editare al unui album despre România - „Eternelle et fascinannte Roumanie”. Pentru această afacere Costea a încasat  5,7 milioane de dolari pentru editarea albumului.
Un alt intermediar a fost Ion Cazacu de la „Star Trade”, care apare în mai multe dosare penale cu afaceri controversate, între care se află o gaură de 18 milioane de dolari făcută de Bancorex între anii 1994-1996, tot pentru așa zisele importuri strategice de motorină.
O anchetă inițiată de procurorii francezi a arătat că o parte din dolarii primiți de Costea au fost virați în conturile din străinătate ale unor demnitari, pe vremea aceea ai PDSR, sau au fost folosiți pentru deplasările sau cazările acestora. Între demnitarii cu cont deschis și alimentat de Costea se afla și Iosif Boda, fost consilier prezidențial al lui Iliescu, coleg cu Costea.
Printre persoanele în conturile cărora au ajuns banii lui Costea se numără Adrian Năstase (prim-vicepreședinte PDSR), Viorel Hrebenciuc (deputat PDSR), Nicolae Văcăroiu (senator PDSR), Teodor Meleșcanu (președinte ApR), Iosif Boda (deputat ApR), Mircea Coșea (deputat, ex-ApR, ulterior în UFD), Răzvan Temeșan (fost director Bancorex).
De asemenea în perioada 1994-1996, Bancorex a acordat sponsorizări ilegale de peste 43 de miliarde de lei.
În aprilie 1999, s-a constituit Comisia parlamentară de control a activității Bancorex, condusă de senatorul Andreiu Oprea. Intenția comisiei era de a lămuri circumstanțele în care s-a produs devalizarea băncii, de a explica metodele și de a stabili persoanele implicate. În paralel, fostul președinte al băncii, Răzvan Temeșan, era cercetat în 33 de dosare privind activitatea sa de la Bancorex.

### Pierderile
În anul 1999, ministrul finanțelor a alocat de la buget o sumă de aproximativ 400 de milioane de dolari (4.128 miliarde lei vechi) pentru a sprijini financiar BANCOREX, ca urmare a creditelor neperformante acordate de Răzvan Temeșan. Până în 1999, statul a dăruit în total BANCOREX circa 900 de milioane de dolari restul creditelor neperformante fiind transferate către Autoritatea pentru Valorificarea Activelor Bancare (AVAB), recuperându-se foarte puțin din sumele acordate inițial, pierderile totale însumând 2,4 miliarde USD. Datoria din acei ani, preluată de stat și plătită de contribuabili prin taxe, în urma falimentelor sau pierderilor din sistemul bancar fiind estimat la 3-4 miliarde dolari, o sumă însemnată ținând cont că un salariu mediu (considerat bun) în 1999 era 99 dolari iar PIB-ul aproximativ 36 miliarde dolari.
Falimente bancare, din acea vreme, unde autorități ale statului au fost implicate: Banca Dacia Felix, Banca Albina, Bankcoop, Credit Bank, Banca Internațională a Religiilor, Banca Turco-Română, Banca Română de Scont, Banca de Investiții și Dezvoltare.
Bănci de stat (la acea vreme) ce au acordat credite neperformante: Banca Agricolă, BCR, BRD.